# Берасатегі (округ)
Округ Берасатегі (ісп. Berazategui) — адміністративно-територіальна одиниця 2-ого рівня у провінції Буенос-Айрес в центральній Аргентині. Адміністративний центр округу — Берасатегі (ісп. Berazategui).
Населення округу становить 324244 особи (2010). Площа — 217 кв. км.

## Історія
Округ заснований у 1960 році.

## Населення
У 2010 році населення становило 324244 особи. З них чоловіків — 158608, жінок — 165636.

## Політика
Округ належить до 3-ого виборчого сектору провінції Буенос-Айрес.